# Luis Molowny
Luis Molowny Arbelo (Santa Cruz de Tenerife, 12 mei 1925 – Las Palmas de Gran Canaria, 12 februari 2010) was een Spaanse voetballer en voetbaltrainer. Als speler, coach en technisch directeur groeide Molowny uit tot een clubicoon van Real Madrid. In september 2001 ontving hij van Florentino Pérez een gouden embleem als erkenning voor zijn levenslange toewijding aan de Madrileense club.
Molowny stond als middenvelder elf seizoenen onder contract bij de Koninklijke waarin hij uitgroeide tot een publiekslieveling. Hij werd geroemd vanwege zijn precieze passing, bekwame dribbels en harde afstandsschoten. Na zijn actieve carrière fungeerde de oud-speler viermaal als interim-trainer van Real Madrid. Molowny werd beschouwd als een van de eerste trainer-psychologen: hij begreep de spelers en zij hielden van hem. De oefenmeester legde beslag op acht titels, waarmee hij na Miguel Muñoz (veertien titels) en Zinédine Zidane (elf titels) de meest succesvolle trainer is van Real Madrid. Van 1986 tot 1990 bekleedde Molowny de functie van technisch directeur bij de Madrileense club.

## Voetbalcarrière

### Canarische Eilanden
Molowny werd geboren in Santa Cruz de Tenerife op de Canarische Eilanden. Als 15-jarige met blauwe ogen en blond haar, kenmerkend voor zijn Ierse afkomst, wilde Molowny het liefst aan de slag bij CD Tenerife. Die club zag het echter niet in hem zitten. Teleurgesteld nam hij plaats achter een van de doelen om ballen terug het veld op te schieten. Dit deed Molowny op een zodanige manier dat hij daarmee de aandacht trok van de technici. Het leverde hem uiteindelijk een contract op bij Santa Cruz CF.
Vanwege zijn jonge leeftijd mocht Molowny alleen vriendschappelijke wedstrijden spelen. De geruchten over zijn kwaliteiten als voetballer bereikten uiteindelijk de leiders van Marino FC, een van de vijf clubs die later fuseerden tot Las Palmas. Molowny werd kort daarna ingelijfd door Marino FC, dat actief was op Gran Canaria en niet op Tenerife. Na met deze club kampioen te zijn geworden van de Canarische Eilanden kwam er belangstelling op gang van grote teams op het vasteland, waaronder Real Madrid en FC Barcelona. In de strijd om zijn handtekening besloot FC Barcelona een manager per schip naar de Canarische Eilanden te sturen. Toen Real-voorzitter Santiago Bernabéu hiervan op de hoogte werd gesteld, stuurde hij snel zijn trainer Jacinto Quincoces per vliegtuig naar Marino FC. Santiago Bernabéu bleek met zijn opzet het meest slagvaardig waardoor Molowny gedurende het seizoen 1946/47 in ruil voor 250.000 pesetas zijn Real Madrid kwam versterken.

### Real Madrid
Toevalligerwijs was de wedstrijd waarin Molowny debuteerde voor Real Madrid de Clásico tegen FC Barcelona op 1 december 1946. Gedurende de wedstrijd speelde hij aanvankelijk onopvallend. Toen het een paar minuten voor tijd erop leek dat de tweestrijd zou eindigen in een gelijkspel bezorgde Molowny met een accurate kopbal Real Madrid alsnog de overwinning (2-1) en zichzelf een geslaagd debuut.
Een van de meest gedenkwaardige wedstrijden die Molowny voor Real Madrid speelde was de vriendelijke wedstrijd tegen het Argentijnse San Lorenzo op 25 december 1946. De Argentijnen maakten tijdens hun oefencampagne in Zuid-Europa indruk door teams als Athletic Aviación (4-1), Spanje (7-5 en 6-1), FC Porto (9-4) en Portugal (10-4) met grote cijfers opzij te zetten. De enige club die San Lorenzo kon verslaan was Real Madrid (4-1). Ángel Zubieta, een sterspeler van San Lorenzo, bestempelde Molowny na afloop van de wedstrijd tot een van de beste voetballers die hij ooit had gezien. De dribbels van Molowny en de manier waarop hij het spel verdeelde, zorgden ervoor dat hij een van de meeste geliefde spelers van Real Madrid werd. Ondanks zijn trage snelheid en neiging om dik te worden, speelde Molowny uiteindelijk elf seizoenen voor Real Madrid, waarin hij onder meer twee landskampioenschappen, één nationale beker en de eerste editie van de Europacup I won.

### Spaanse nationale team
Molowny speelde zeven keer voor het nationale team van Spanje. Hij maakte zijn debuut tegen Portugal in Madrid. Mede door het enige interlanddoelpunt van Molowny won Spanje zijn wedstrijd met 5-1. Molowny nam eveneens deel aan het WK van 1950 in Brazilië waar Spanje de vierde plaats behaalde. Dit was decennialang de beste prestatie van Spanje op een WK, totdat het land in 2010 de wereldtitel bemachtigde in Zuid-Afrika.

## Trainerscarrière

### Las Palmas
Nadat Molowny in 1957 Real Madrid verliet ging hij aan de slag als speler-coach bij het acht jaar eerder opgerichte Las Palmas. Deze rol vervulde hij één seizoen, waarbij Molowny werkte met de trainerslicentie van Juan Hilario Marrero omdat hij er zelf geen een had.
In 1960 leidde Molowny het jeugdteam van Las Palmas naar het Spaanse landskampioenschap. Zeven jaar later keerde hij terug naar dezelfde club om het eerste team te gaan leiden. In deze periode zette Molowny het beste resultaat neer uit de clubgeschiedenis van Las Palmas: een derde plaats in het seizoen 1967/68 en een tweede plaats achter kampioen Real Madrid een jaar later.

### Spaanse nationale team
In het voorjaar van 1969 had Molowny als Las Palmas-coach tijdelijk de leiding over het Spaanse elftal samen met Real Madrid-coach Miguel Muñoz en FC Barcelona-trainer Salvador Artigas. De Spaanse voetbalbond had de – naar zijn mening – drie beste coaches van dat moment aangesteld om kwalificatie af te dwingen voor het WK voetbal in 1970. Het trio slaagde echter niet in hun missie. Spanje verloor in het beslissende kwalificatieduel met 2-0 van voetbaldwerg Finland.

### Real Madrid
Molowny kreeg vier keer de leiding over het eerste elftal van Real Madrid als interim-trainer nadat zijn voorgangers al dan niet gedwongen waren vertrokken. De eerste keer was in 1974 toen hij de opgestapte Miguel Muñoz verving. Molowny maakte het seizoen af en won met Real Madrid dat jaar de nationale beker. Na het ontslag van Miljan Miljanić, Vujadin Boškov en Amancio Amaro nam Molowny opnieuw tijdelijk hun plaats in. Daarin bleek Molowny telkens voor nieuwe successen te kunnen zorgen. Na het vertrek van Miljanić legde Molowny met Real Madrid beslag op twee achtereenvolgende landstitels in 1978 en 1979. Nadat Amancio Amaro moest vertrekken nam Molowny wederom het roer over en won hij met de Koninklijke twee UEFA Cups in 1985 en 1986 en een landskampioenschap. Nadat Molowny in 1986 door Leo Beenhakker werd opgevolgd keerde hij niet meer terug als trainer maar bleef hij tot 1990 aan de club verbonden als technisch directeur.

## Erelijst

### Speler
Met Real Madrid:
- Copa del Generalísimo (1): 1946/47
- Copa Eva Duarte (1): 1947
- Primera División (2): 1953/54, 1954/55
- Europacup I (1): 1955/56
- Copa Latina (1): 1955
- Pequeña Copa del Mundo (2): 1952, 1956

### Trainer
Met Real Madrid:
- Copa del Rey (2): 1973/74, 1981/82
- Primera División (3): 1977/78, 1978/79, 1985/86
- Copa de la Liga (1): 1984/85
- UEFA Cup (2): 1984/85, 1985/86

Individueel:
- Beste trainer in de Primera División (4): 1977/78, 1978/79, 1979/80, 1985/86

## Overlijden
Na zijn pensionering keerde Molowny terug naar Las Palmas de Gran Canaria met zijn vrouw en drie kinderen. Hij overleed op 12 februari 2010 op 84-jarige leeftijd in Hospital Doctor Negrín. De toenmalige president van de Spaanse voetbalbond Ángel María Villar en bondscoach Vicente del Bosque woonden een dag later zijn crematie bij.